# 박상현 (골프 선수)
박상현(1983년 4월 24일~)은 대한민국의 골프 선수이다.